# Alodium (album)
Alodium – pierwszy album Macieja Silskiego wydany w 2007 roku.

## Lista utworów
1. „Wino” (muzyka: Maciej Silski, Wojciech Kuzyk, słowa: Maciej Silski)[1]
2. „Sama” (muzyka: Maciej Silski, Robert Jastrzębski, słowa: Maciej Silski)
3. „Gdy umiera dzień” (muzyka: Michał Grymuza, słowa: Ela Babik, Maciej Silski)
4. „Póki jesteś” (muzyka: Jud Friedman, słowa: Maciej Silski)
5. „Bananaman” (muzyka: Maciej Silski, Wojciech Kuzyk, słowa: Maciej Silski)
6. „Lete” (muzyka: Maciej Silski, Wojciech Wójcicki, słowa: Maciej Silski)
7. „Totototak” (muzyka: Maciej Silski, słowa: Maciej Silski)
8. „Tęcza” (muzyka: Jarosław Chilkiewicz, słowa: Maciej Silski)
9. „Rock air” (muzyka: Jarosław Chilkiewicz, słowa: Maciej Silski)
10. „Samsobiepan” (muzyka: Michał Grymuza, słowa: Michał Grymuza)
11. „Tarzanboy” (muzyka: Maciej Silski, Wojciech Kuzyk, słowa: Maciej Silski)
12. „Prezent” (muzyka: Maciej Silski, słowa: Krzysztof Zalewski)

## Twórcy[1]
- Maciej Silski – wokal
- Michał Grymuza – gitara, klawisze, produkcja
- Jarosław Chilkiewicz – gitara
- Wojciech Wójcicki – gitara
- Wojciech Kuzyk – gitara basowa
- Robert Szymański – perkusja
- Michał Kwiatek – producent wykonawczy
- Grzegorz Piwkowski – mastering
- Wojtek Olszak – mix
- Ela Babik, Paweł Bąbała – zdjęcia
- Hubert Skoczek – projekt graficzny

## Single
- Póki jesteś
- Gdy umiera dzień